# 창이공항역

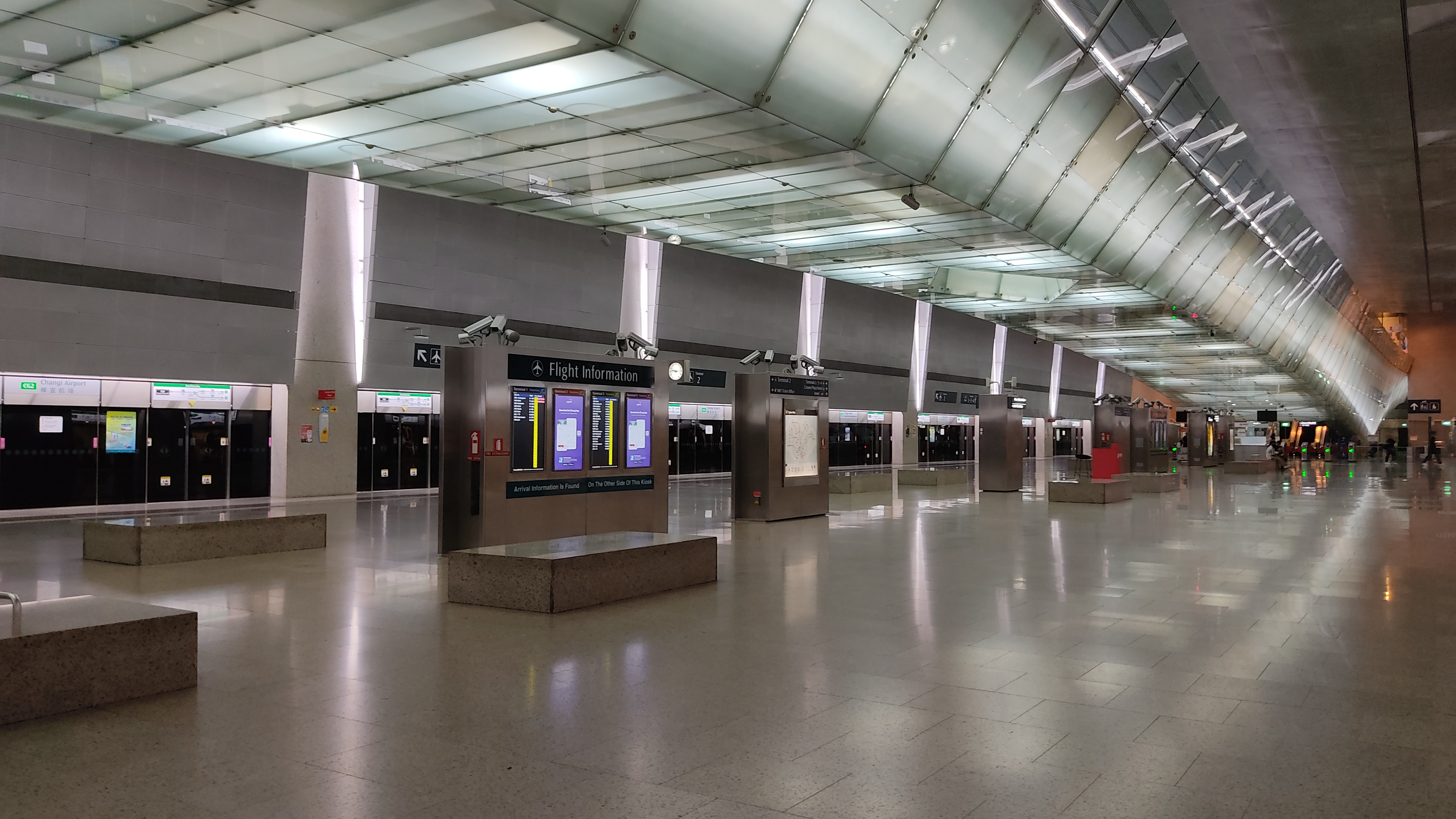

창이공항역(Changi Airport MRT station)은 싱가포르 창이에 있는 지하철 MRT(Mass Rapid Transit) 역이다. 이 역은 EWL(East-West Line) 창이 공항 지점의 종착역이다. SMRT 열차에 의해 운영되며 동서 방향으로 건설된다. 이 역은 창이 공항의 2번 및 3번 터미널과 직접 연결되며 주얼을 포함한 기타 공항 편의시설을 제공한다.
공항까지의 철도 연결은 1980년대에 계획되었으나 해당 지점의 낮은 재정적 생존 가능성으로 인해 이러한 계획은 보류되었다. 1994년 창이 공항으로의 항공 교통량이 증가하고 제3터미널이 제안되면서 계획이 부활했다. 현재의 2개 역 지선은 1996년에 완성되었고 1998년에 건설이 시작되었다. 창이 공항역은 예상보다 승객 수요가 적은 2002년 2월 8일에 개통되었지만 계속해서 공항에 대체 교통 수단을 제공하고 있다. 2019년 5월, 창이 공항역은 공항의 터미널 5까지 확장되면서 2040년까지 톰슨-이스트 코스트 노선에 통합될 것이라고 발표되었다.
스키드모어, 오윙스 & 메릴이 설계한 창이공항역에는 플랫폼의 더 넓은 요금 게이트와 같이 공항 여행객을 위한 요소가 포함되어 있다. 역 끝에 있는 유리 아트리움 벽은 섬 플랫폼을 가로지르는 조명 다리를 지지하는 동시에 역 안으로 햇빛을 최대한 공급한다.